# Unida (groupe)
Unida est un groupe de rock américain, originaire de Californie. Il est formé par John Garcia en 1998.

## Biographie
C'est en 1998, quelques mois après avoir mis fin à Slo Burn que John Garcia forme Unida dont le style musical fait toujours partie de la mouvance stoner rock héritière du premier groupe de John Garcia, à savoir Kyuss. À la même époque, John Garcia rejoint Hermano, projet parallèle mis en place par Dandy Brown, toujours dans la lignée stoner rock. En avril 1999, le groupe sort un split-album avec le groupe suédois Dozer qui sera suivi plus tard dans l'année par le premier album du groupe Coping with the Urban Coyote.
En 2000, le groupe signe avec une nouvelle maison de disques, plus importante, American Recordings, et enregistre son second album. Malheureusement, American Recordings n'apprécie pas le produit fini et décide de ne pas publier l'album. Des copies de celui-ci seront toutefois distribuées sous le manteau pendant la tournée 2000 d'Unida.
À la suite de cette mésaventure, John Garcia se concentrera sur Hermano et mettra Unida en veilleuse. Le bassiste de Slipknot Paul Gray accompagne le groupe en tournée en 2003. Le groupe ne s'est jamais officiellement séparé et, en 2007, tournait toujours de temps en temps ensemble avec comme membres permanents John Garcia, Arthur Seay et Miguel Cancino.

## Membres

### Membres actuels
- Mark Sunshine - voix (depuis 2022)
- Miguel Cancino - batterie (depuis 1998)
- Arthur Seay - guitare (depuis 1998)
- Owen Seay

### Anciens membres
- John Garcia - voix (depuis 1998)
- Eddie Plascencia - basse
- Dave Dinsmore - basse

## Discographie

### Albums studio
- 1999 : Unida/Dozer (split-album avec Dozer) (MeteorCity)
- 1999 : Coping with the Urban Coyote (Man's Ruin Records)

### Album jamais sorti
- For the Working Man/El Coyote : album enregistré en 2000 mais que la nouvelle maison de disques (American Recordings) d'Unida ne publia pas.